# حلقه خواص
حلقه خواص (انگلیسی: Kitchen Cabinet)  کابینه آشپزخانه؛ جمع کوچکی از افراد معمولاً بدون مقام و مسئولیت رسمی، اما نزدیک به رئیس‌جمهور یا نخست‌وزیر که در سیاست‌گذاری و تصمیم‌گیری نقش اساسی دارند. که گاهی اوقات از آن به عنوان "دولتِ سایه" نیز یاد می شود. معنای تحتِ لفظیِ آن به فارسی "کابینه آشپزخانه" یادآورِ تاثیرپذیریِ رئیس جمهور در خانه از اعضایِ خانواده'یِ خود است. مثال معروف اش در خواست جنی بوش از پدرش برایِ پایان بخشیدن به کشتار کودکانِ روهنگیاست. در حالی که دولت آمریکا با فروش اسلحه عملا از گروههایِ مسلح حمایت می کرد.